# Philodendron simulans
Philodendron simulans är en kallaväxtart som beskrevs av George Sydney Bunting. Philodendron simulans ingår i släktet Philodendron och familjen kallaväxter. Inga underarter finns listade.